# 江口菜子
江口 菜子（えぐち なこ、1993年5月18日 - ）は、日本の女性声優。フリー。福岡県出身。

## 経歴
小さい頃からアニメや漫画が好きで、小学生の時に複数の少女漫画雑誌の漫画コンテストに応募するなど作る側への憧れを持っていた。
高校生の時にVOCALOIDに夢中になり、声の仕事に興味を持つようになった。また、ひななた名義で音楽活動も行っていた。
18歳の時、
就職活動と並行して受けた「VOCALOID3 蒼姫ラピス」の歌声を決める一般公募オーディションに合格。
社会人になった後も蒼姫ラピスの思い出が残り続け、次第に声の仕事への思いも強くなり、作品づくりに携わりたいという思いから声優を目指すことを決めた。
『レゴ ニンジャゴー』のキャシー役、メイドA役でテレビアニメ作品に初出演。
2016年4月1日付で81プロデュースにジュニア所属として加入。
2017年4月より『アイカツスターズ!』でメインキャラクターである花園きらら役を演じる。
2020年6月7日、所属していた81プロデュースとの契約を終了したことを公表。

## 人物
趣味・特技は散歩、絵（絵描き歌づくり）、卵焼きづくり、温泉巡りなど（2017年4月時点）。
好きな食べ物・飲み物はちくわ、たい焼き、ビールで、特にビールはほぼ毎日飲んでいる。
感銘を受けた本は中島敦の『狐憑』。
養成所では落語も習い、普段は寄席にも通っている。
声優としてのターニングポイントになった役に蒼姫ラピスと『アイカツスターズ!』の花園きららを挙げている。

## 出演
太字はメインキャラクター。

### テレビアニメ
2016年
- 霊剣山 星屑たちの宴（文茵）
- カードファイト!! ヴァンガードG ストライドゲート編（少年2）

2017年
- Spiritpact
- アイカツスターズ!（2017年 - 2018年、花園きらら）
- 100%パスカル先生（女子、女子2、店員、カレーパスカル（中辛）、パスカルジュニア1 他）
- プリプリちぃちゃん!!（えみちゃん、子供、ジョーくん弟、リンちゃん、レポーター）
- 弱虫ペダル シリーズ（2017年 - 2018年、観客、女子生徒） - 2シリーズ
- こねこのチー ポンポンらー大冒険（子猫A）
- つうかあ（女子B）
- Fate/Apocrypha（子供B）
- 縁結びの妖狐ちゃん

2018年
- ポチっと発明 ピカちんキット（2018年 - 2020年、レイちゃん、子供、少女、少年C、ファンA 他）
- ゆるキャン△（2018年 - 2021年、カリブー店員 関） - 2シリーズ
- Butlers〜千年百年物語〜（赤根椿）
- 重神機パンドーラ（難民）
- 音楽少女（諸岡ろろ）
- 悪偶 -天才人形-（看護婦）
- キラキラハッピー★ ひらけ!ここたま（2018年 - 2019年、前原いのり、みおり）

2019年
- キラッとプリ☆チャン（女の子）
- うちの娘の為ならば、俺はもしかしたら魔王も倒せるかもしれない。（女神官B、女神官）
- アイカツオンパレード!（2019年 - 2020年、花園きらら）

### 劇場アニメ
- TIME DRIVER 僕らが描いた未来（2018年、女の子、OL[14]）

### OVA
- わーなびっ.jk ピクチャードラマ2 〜ゆとり×さとり、めぐりあい!!〜（2015年、コンビニ店員[15]）
- 弱虫ペダル SPARE BIKE（2016年、観客）

### ゲーム
2012年
- おやすみラピス（蒼姫ラピス）

2013年
- おやすみアプリ:睡眠魔法強化訓練!（アレシア・リッケンバッカー）

2015年
- 新約アルカナスレイヤー（フィーナ）

2016年
- 幻獣姫（炎帝、シンデレラ、犬神）
- 白猫プロジェクト（ヒヨリ）
- ナイトスリンガー（マーズ、リリー、ポポ 他）

2017年
- アイカツ! フォトonステージ!!（花園きらら）
- スマッシュ&マジック（神舞の巫女 シーラ）
- 100%パスカル先生 完璧ペイントボンバーズ（カレーパスカル）
- リトルウィッチアカデミア 時の魔法と七不思議（ソラ）

2021年
- ゆるキャン△ Have a nice day!（カリブー店員 関）

### ドラマCD
- TVアニメ/データカードダス『アイカツ!』&『アイカツスターズ!』スペシャルドラマCD（2018年、花園きらら）
- THE IDOLM@STER THE@TER BOOST 01（2018年、生徒1）

### 吹き替え

#### アニメ
- レゴ ニンジャゴー（2015年、キャシー、メイドA）
- アバローのプリンセス エレナ バレストレリャでの冒険（2018年）

### CM
- 堀口記念病院 ロボット編（2013年、テレビCM） - 女の子 役[2]
- 「アニマックスCAFE」&『ご注文はうさぎですか?』コラボカフェ（2015年、テレビCM） - ナレーション
- WEB小説 アンダンテ（2017年、テレビCM） - ナレーション[19][20]
- アンダンテ サウンドトラック（2017年、テレビCM） - ナレーション[21]

### テレビ番組
※はインターネット配信。
- 霊剣山 星屑たちの前夜祭（2015年12月29日、AT-X） - ナビゲータ&ナレーション[22]
- 菜子と千明のぼか色!うたたね*しふぉん（2017年、文化放送 超!A&G+※[注 1]）

### 演劇・舞台
- 81LIVE SALON（声優ミュージアム併設 81ライブサロン）
  - 第18回「〜声瞬〜 81落語会 produce by 入船亭扇蔵」（2016年10月8日）
  - 第21回「〜声瞬〜 睦月はdreamでfutureな♪トーク&朗読ライブ〜 produce by 絵空事計画」（2017年1月28日）[23]
  - 第24回「〜声瞬〜 81声優落語会」（2017年4月15日）[24][25]
  - 第28回「〜声瞬〜 五月はclassicでtasteな♪トーク&朗読ライブ produce by 絵空事計画」（2017年5月27日）[26]
  - 第35回「〜声瞬〜 81声優落語会 第詩回」（2017年10月14日）[27][28]
- インランドシー 第4回プロデュース公演 アフレコ歌劇「拝啓、あなたはボーカロイドを知っていますか?」（2016年10月14日 - 10月16日、新宿シアターモリエール） - 白石さゆり 役[29][30]
- Zepp×81pro Live Vol.1「渋谷に“声”の神来たる」（2017年4月1日、渋谷区文化総合センター大和田 伝承ホール）[31][32]

### その他コンテンツ
- VOCALOID3 Library 蒼姫ラピス（2012年4月6日、VOCALOID）
- 温泉むすめ（2017年、北郷このみ[33]）
- GJ部 オーディオブック（2019年 - 2020年、綺羅々）
- 声優Jrバスケ3×3 SJ3.LEAGUE（2018年[34]）
- CoeAvatar 蒼姫ラピス（2022年6月21日、CoeAvatar）

## ディスコグラフィ

### 歌手参加作品
江口菜子名義の楽曲を記載。
| 発売日         | 商品名                                                                          | 歌                                       | 楽曲                    | 備考                                                                            |
| -------------- | ------------------------------------------------------------------------------- | ---------------------------------------- | ----------------------- | ------------------------------------------------------------------------------- |
| 2015年10月5日  | わーなびっ.jk ピクチャードラマ2 〜ゆとり×さとり、めぐりあい!!〜 同梱 主題歌集CD | 蒼姫ラピス & 江口菜子                    | 「あいわなびぃ」        | 『わーなびっ.jk』シリーズ主題歌                                                 |
| 2015年10月5日  | わーなびっ.jk ピクチャードラマ2 〜ゆとり×さとり、めぐりあい!!〜 同梱 主題歌集CD | 蒼姫ラピス & 江口菜子                    | 「STAY of SUMMER」      | 『わーなびっ.jk ピクチャードラマ 〜ゆるゆる、ゆっとりムービー大作戦!!〜』挿入歌 |
| 2015年10月5日  | わーなびっ.jk ピクチャードラマ2 〜ゆとり×さとり、めぐりあい!!〜 同梱 主題歌集CD | 蒼姫ラピス & 江口菜子                    | 「わなびすたー」        | 『わーなびっ.jk ピクチャードラマ2 〜ゆとり×さとり、めぐりあい!!〜』挿入歌       |
| 2017年         | -                                                                               | 岩﨑千明、江口菜子、蒼姫ラピス           | 「Jewelry Notes」       | 『菜子と千明のぼか色!うたたね*しふぉん』テーマ曲                                |
| 2017年10月14日 | ちょこれーとこわい♡                                                             | 伊藤ちゆり、江口菜子、髙瀨友、蘭乃和佳子 | 「ちょこれーとこわい♡」 | 第35回 81LIVE SALON「〜声瞬〜 81声優落語会 第詩回」オリジナル曲                 |

### キャラクターソング
| 発売日   | 商品名                   | 歌                                                             | 楽曲                                    | 備考                                       |        |
| 2018年   | 2018年                   | 2018年                                                         | 2018年                                  | 2018年                                     | 2018年 |
| -------- | ------------------------ | -------------------------------------------------------------- | --------------------------------------- | ------------------------------------------ | ------ |
| 6月6日   | ON STAGE LIFE            | 音楽少女                                                       | 「ON STAGE LIFE」                       | テレビアニメ『音楽少女』挿入歌             |        |
| 6月6日   | ON STAGE LIFE            | 音楽少女                                                       | 「ON STAGE LIFE (Taishi ReMix)」        | テレビアニメ『音楽少女』関連曲             |        |
| 7月25日  | お願いマーガレット       | 音楽少女                                                       | 「お願いマーガレット」                  | テレビアニメ『音楽少女』挿入歌             |        |
| 8月8日   | シャイニング・ピース     | 音楽少女                                                       | 「シャイニング・ピース」                | テレビアニメ『音楽少女』エンディングテーマ |        |
| 8月8日   | シャイニング・ピース     | 音楽少女                                                       | 「シャイニング・ピース (Taishi ReMix)」 | テレビアニメ『音楽少女』関連曲             |        |
| 9月5日   | オアシス                 | 諸岡ろろ（江口菜子）                                           | 「オアシス」                            | テレビアニメ『音楽少女』挿入歌             |        |
| 9月5日   | オアシス                 | 諸岡ろろ（江口菜子）                                           | 「そよ風に誘われて」                    | テレビアニメ『音楽少女』関連曲             |        |
| 9月26日  | シャイニング・ピーシーズ | 音楽少女                                                       | 「シャイニング・ピース」                | テレビアニメ『音楽少女』挿入歌             |        |
| 9月26日  | シャイニング・ピーシーズ | 諸岡ろろ（江口菜子）                                           | 「シャイニング・ピース」                | テレビアニメ『音楽少女』関連曲             |        |
| 12月26日 | 音楽少女 BD第4巻特典CD   | 箕作沙々芽（高橋花林）、諸岡ろろ（江口菜子）、金時琴子（Lynn） | 「IT'S UP TO US」                       | テレビアニメ『音楽少女』関連曲             |        |

### ユニットメンバー
1. ↑  金時琴子（Lynn）、迎羽織（小倉唯）、迎桐（上坂すみれ）、千歳ハル（沼倉愛美）、熊谷絵里（瀬戸麻沙美）、竜王更紗（渕上舞）、箕作沙々芽（高橋花林）、西尾未来（岡咲美保）、雪野日陽（大野柚布子）、具志堅シュープ（島袋美由利）、諸岡ろろ（江口菜子）
2. ↑  金時琴子（Lynn）、迎羽織（小倉唯）、迎桐（上坂すみれ）、千歳ハル（沼倉愛美）、熊谷絵里（瀬戸麻沙美）、竜王更紗（渕上舞）、箕作沙々芽（高橋花林）、西尾未来（岡咲美保）、雪野日陽（大野柚布子）、具志堅シュープ（島袋美由利）、諸岡ろろ（江口菜子）、山田木はなこ（深川芹亜）